# A Street Cat Named Bob
A Street Cat Named Bob é um filme britânico dirigido por Roger Spottiswoode e estrelado por Luke Treadaway, baseado no best-seller homônimo do músico James Bowen (também um dos autores do roteiro).
O filme foi inteiramente feito em Londres, na Inglaterra.

## Sinopse
James Bowen é um sem-teto viciado em drogas até o dia em que encontrou na rua um gato da cor de laranja que mudou totalmente a sua vida.

## Elenco
- Luke Treadaway: James Bowen
- Ruta Gedmintas: Belle
- Gato de Rua Bob: ele mesmo

## Recepção pela crítica
- A recepção do filme pela crítica especializada foi, em geral, positiva. No site IMDB, tem uma nota média de 7,4. No site Rotten Tomatoes, tem uma aprovação de 76% baseado em 59 críticas[6] . No Metacritic tem um escore de 54 em 100 baseado em 12 críticas[7].
- Em sua análise no site AdoroCinema, o crítico João Carlos Correia deu uma nota quatro em cinco estrelas e elogiou a atuação de Luke Treadaway: "A atuação de Luke no filme é intensa, dedicada, comovente e convincente. (...) Sua performance é o trabalho de um grande ator que, se trabalhar bem a sua carreira, pode tornar-se um grande astro". Correia definiu o filme como "(...) uma fábula destes tempos conturbados e incertos que vivemos agora, com a diferença de ser uma história real ao invés de fictícia. E, como toda a fábula, tem uma reflexão moral. Na verdade, são várias as reflexões". E conclui dizendo que "(...) a inspiradora e terna fábula desse sem-teto e seu mascote prova que, se quisermos realmente nos levantar dos grandes tombos que a vida nos dá, sempre haverá uma mão amiga para nos erguer ou, então, uma pata".[8]

## Prêmios e indicações

### Prêmios
National Film Awards UK
- Melhor Filme Britânico: 2017[9]

## Produção
Para ir a fundo no papel de um sem-teto, Luke Treadaway chegou a dormir na rua.
A princípio, Bob não apareceria no filme. Ao invés disso, seriam usados outros gatos vindos do Canadá como "dublês". Porém, não foram aprovados de modo que o próprio Bob "atua" no filme.
A première mundial ocorrida em 3 de novembro de 2016, em Londres, teve a presença da Duquesa de Cambridge, Kate Middleton

## Sequência
A sequência de A Street Cat Named Bob já está sendo filmada, com direção de Charles Martin Smith e título provisório de A Gift From Bob, mas sem previsão de estreia.